# Шелан (Жерс)
Шелан (фр. Chélan) насеље је и општина у јужној Француској у региону Миди Пирене, у департману Жерс која припада префектури Миранд.
По подацима из 2011. године у општини је живело 189 становника, а густина насељености је износила 14,01 становника/km². Општина се простире на површини од 13,49 km². Налази се на средњој надморској висини од 236 метара (максималној 341 m, а минималној 222 m).

## Демографија
| 1962. | 1968. | 1975. | 1982. | 1990. | 1999. | 2011. |
| ----- | ----- | ----- | ----- | ----- | ----- | ----- |
| 189   | 238   | 218   | 219   | 192   | 185   | 189   |

График промене броја становника у току последњих година